# Jacques Colon
Jacques Colon (Tihange, 15 september 1944) is een Belgisch voormalig schutter.

## Levensloop
Colon nam deel aan de Olympische Zomerspelen van 1976 te Montreal. Hij behaalde er een negende plek in de eindstand op het onderdeel 'trap'. Datzelfde jaar behaalde hij een vijfde plaats op de Europese kampioenschappen te Brno op dit onderdeel.
Van beroep was hij leerkracht in een school te Hoei.